# 3r Front de Belarús
El 3r Front de Belarús (Rus: 3-й Белорусский фронт), també anomenat 3r Front Belarús era un Front de l'Exèrcit Roig durant la Segona Guerra Mundial. Aquesta formació era equivalent a un Grup d'exèrcits occidental. El sentit del terme no és geogràfic amb l'usatge més habitual de front militar que indica una zona geogràfica en temps de guerra.
El 3r Front de Belarús va ser creat el 24 d'abril de 1944 a partir de forces assignades al Front Occidental. Oficialment va ser desmantellat el 15 d'agost de 1945.

## Comandants
- Coronel General Ivan Txerniakhovski (promogut a General d'Exèrcit el 26 de juny de 1944) (abril 1944 – febrer 1945)]
- Mariscal Aleksandr Vassilevski (febrer–abril 1945)
- General Hovhannes Baghramian (abril–agost 1945)